# CSM Constanța (handball)
Maillots
Dernière mise à jour : 1 mars 2025.

Ancien logo du HC Dobrogea Sud.

Le Clubul Sportiv Municipal Constanta est un club masculin de handball situé à Constanța en Roumanie. 
Fondé en 2002 sous le nom de HCM Constanța, il devient rapidement le meilleur club roumain puisqu'il remporte neuf titres de Champion et cinq Coupe de Roumanie entre 2004 et 2014. 
Mais le club fait faillite en 2015 et réapparaît alors en deuxième division sous le nom de HC Dobrogea Sud Constanța. Le club retrouve l'élite dès la saison suivante et s'il est moins performant que par le passé, il remporte sa sixième Coupe de Roumanie en 2018 et est finaliste du Championnat la saison suivante. 
En 2022, il intègre le nouveau club omnisports du CSM Constanța et prend sa dénomination actuelle.

## Palmarès
Compétitions nationales
- Championnat de Roumanie
  - Vainqueur (9) : 2004, 2006, 2007, 2009, 2010, 2011, 2012, 2013, 2014
  - Deuxième (2) : 2005, 2008, 2019
  - Troisième (4) : 2002, 2021, 2022, 2023
- Coupe de Roumanie
  - Vainqueur (7) : 2006, 2011, 2012, 2013, 2014, 2018, 2023
- Supercoupe de Roumanie
  - Vainqueur (6) :  2008, 2011, 2013, 2014, 2017, 2021

Compétitions internationales
- Coupe des coupes (C2)
  - Demi-finaliste en 2006
- coupe de l'EHF (C3)
  - Demi-finaliste en 2014
- coupe Challenge (C4)
  - Demi-finaliste en 2004

## Effectif
L'effectif pour la saison 2023–24 est, :
| Gardiens de buts - 01 Vladut Rusu - 12 Gabriel Darius Preda - 16 Dan Vasile Ailiers gauches - 07 Alexandru Andrei - 33 Valentino Ravnić Ailiers droits - 05 Ionuț Nistor - 31 Strahinja Stankovic Pivots - 23 Zoran Nikolić - 43 Daniel Susanu - 00 Gastón Mouriño | Arrières gauches - 08 Irakli Chikovani - 21 Liviu Caba - 27 Marin Vegar - 34 Vitaly Komogorov (en) Demi-centres - 00 Călin Mihai Căbuț - 10 Gabriel Ilie - 20 Andrei Dragan Arrières droits - 17 Ionuț Stănescu - 00 Mikalai Aliokhin |

## Personnalités liées au club
Parmi les joueurs ayant évolué au club, on trouve :
- Branislav Angelovski
- Micke Brasseleur : de 2022 à 2023
- Duško Čelica : de 2016 à 2017
- Fábio Chiuffa : de 2019 à 2021
- Alexandru Csepreghi
- Dalibor Čutura : de 2012 à 2019
- / Javier Humet
- Sandu Iacob : de 2005 à 2006
- Mihai Popescu : de 2003 à 2015
- Mladen Rakčević
- Laurențiu Toma